# شعب الباو
شعب الباو (بالبورمية: ပအိုဝ်းလူမျိုး)‏ هم ثالث أكبر جنسية عرقية في بورما، إذ يبلغ عددهم نحو من مليون و800 ألف إلى مليوني نسمة. يُطلق عليهم أسماء أخرى مثل باو، وبوه، وبيا، وبياو، وتونغثو، وتونغسو، وكولا.

## تاريخ
استقر الباو في منقطة ثاتون المعروفة اليوم باسم ميانمار حوالي العام 1000 قبل الميلاد. تاريخيًا، كان الباو يرتدون ملابس ملونة حتى أطاح الملك أناوراثا بملك المون، موكاتا ملك ثاتون. استُعبد الباو وأجبروا على ارتداء ملابس مصبوغة باللون النيلي كدلالة عليهم.

## الشعب
يعد شعب الباو ثاني أكبر مجموعة عرقية في ولاية شان. ويقيمون أيضًا في ولايات كايين، وكاياه، ومون، ومقاطعة باغو. فر العديد من شعب الباو اليوم إلى محافظة ماي هونغ سون في شمال تايلاند هربًا من الصراعات العسكرية الجارية في ميانمار. يعتقد أنهم من سلالة تبيتية بورمية، ويتقاسمون لغة وثقافة شعب الكارين.

### العشائر
يشتمل شعب الباو على مجموعتين متمايزتين: باو المنخفضات، ويتركزون في ثاتون، وباو المرتفعات، ويتركزون في تونغيي. يعتقد أن هناك ما يصل إلى أربعة وعشرين مجموعة فرعية تابعة لعشائر الباو.
تضم عشائر الباو، هتي ري، وجامزام، وجوك باو، وخراي، وخونلون، وخونلونتاينيار، وكون جام، ولوا إيه، وبادونغ، وبا نيه، وبان نانم، ونان كيه، وميكون، وميكلان، وتا كيور، وتاريت، وتاهتوي، وتاتوك، وتونغثار، وتايام، وتا نوي، ووارفراري، وين تاي.

## الثقافة

### عيد صاروخ النار
يُحتفل بعيد بوي لو-فاينغ (عيد صاروخ النار)، بين شهري أبريل ويوليو. الهدف من الاحتفال هو جلب الأمطار الوافرة إلى القرى خلال موسم الزراعة. تبعًا لتقليد الباو، تُطلق الصواريخ لمساعدة السحب في صنع الأمطار. يحدد زعيم القرية حجم الصاروخ. يمكن لأكبرها أن يحتوي على مايزيد عن 20 كيلوغرامًا من البارود، ويتراوح مداها 5 إلى 6 أميال. الصواريخ التي كانت تُصنع سابقًا من الخيزران، تُصنع اليوم من الحديد. قبل الإطلاق، يُحمل الصاروخ ويُطاف به مرة حول المعبد على كتف شخص ما. يعبر الاحتفال عن وحدة القرى والصداقة التي تجمع بين مختلفها، إذ يجتمعون سويًا لأسبوع واحد. تعني كلمة «بوي» احتفال، وتعني «لو» التبرع أو الهبة، وتعني «فاينغ» رفع الخطايا.

### اليوم الوطني
يُحتفل بيوم باو الوطني، أو دين سي لار بواي، في اليوم الكامل للقمر في تاباونج، الذي يصادف شهر مارس. اليوم الوطني هو يوم لتذكر أسلاف وقادة ماضي، مثل الملك سوريا جانثار، الذي يُحتفل بعيد ميلاده أيضًا في اليوم الوطني. يتبع المهرجان موكب ضخم يجوب تونغيي.

### المعتقدات الدينية
يعتنق غالبية شعب باو البوذية، ما يعني أن أغلب احتفالاتهم قائمة على أيام الاحتفال البوذية. يعتنق بعض الباو المسيحية، في حين حافظ بعضهم على معتقداتهم الأرواحية. يحتفل طقس بوي سانغ لونغ باستهلال الشبان من الصبية كرهبان مبتدئين. بلوغ سن الرشد، يُعتبر الوسم كاهنًا احتفالًا عائليًا. خلال الصوم الكبير في البوذية، بين شهري أغسطس وأكتوبر، يشارك شباب باو في مراسيم بو ليب مي بو. في ليالي القمر المكتمل كل شهر، والهلال (أول الشهر القمري)، وليالي نصف القمر، يحيطون معابدهم المحلية بفوانيس معلقة على حبال تدعمها قوائم من الخيزران. تستخدم قوائم الخيزران لحمل الفوانيس حول المعبد ثلاث مرات، وتُضاء الشموع عند حملها لإظهار الاحترام تجاه بوذا.

### حكاية الأصل
تروي قصة أصل الباو بأنهم مُستقون من شامان (ويزو) وأنثى تنين.